# Terobiella
Terobiella is een geslacht van vliesvleugeligen uit de familie Pteromalidae. De wetenschappelijke naam van dit geslacht is voor het eerst geldig gepubliceerd in 1900 door Ashmead.

## Soorten
Het geslacht Terobiella omvat de volgende soorten:
- Terobiella adolphi (Girault, 1931)
- Terobiella bicolor (Girault, 1913)
- Terobiella cinctitibiae (Girault, 1931)
- Terobiella dilutiventris (Girault, 1913)
- Terobiella eucalypti (Gallard, 1930)
- Terobiella flavifrons Ashmead, 1900
- Terobiella nigriceps (Ashmead, 1904)
- Terobiella particolor (Girault, 1915)
- Terobiella regalis (Girault, 1931)
- Terobiella scutata (Girault, 1931)
- Terobiella similis (Girault, 1917)
- Terobiella tennysoni (Girault, 1920)